# 八丈町
八丈町（日语：／ Hachijō machi */?）為東京都所管轄的一個島嶼村落，位于伊豆諸島南部，管轄範圍包括八丈島及八丈小島 。目前八丈小島為無人島。面積72.24平方公里，2025年5月，人口6,533人。

## 圖片

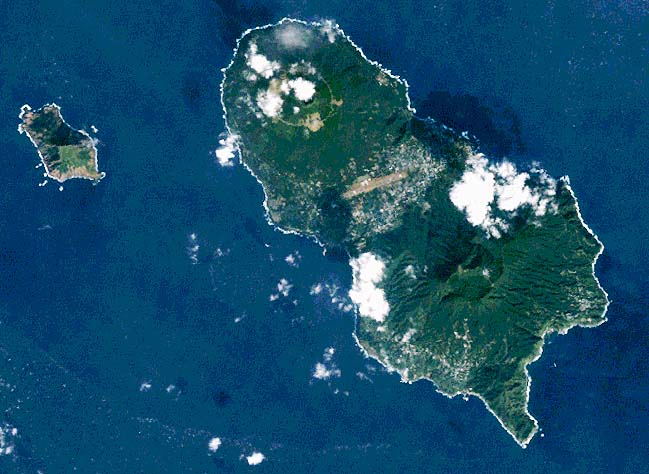
八丈島(右)及八丈小島(左)
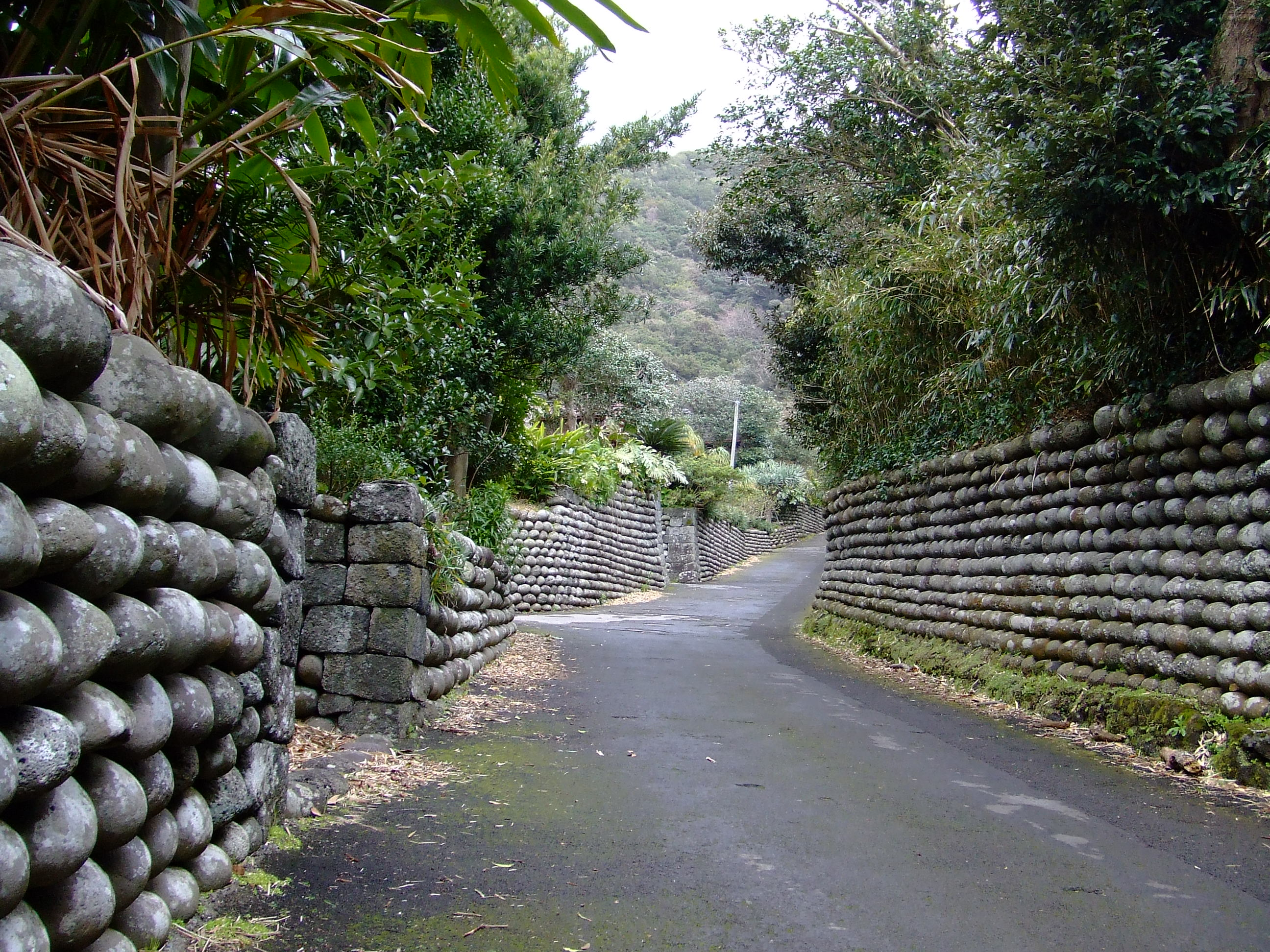
玉石垣
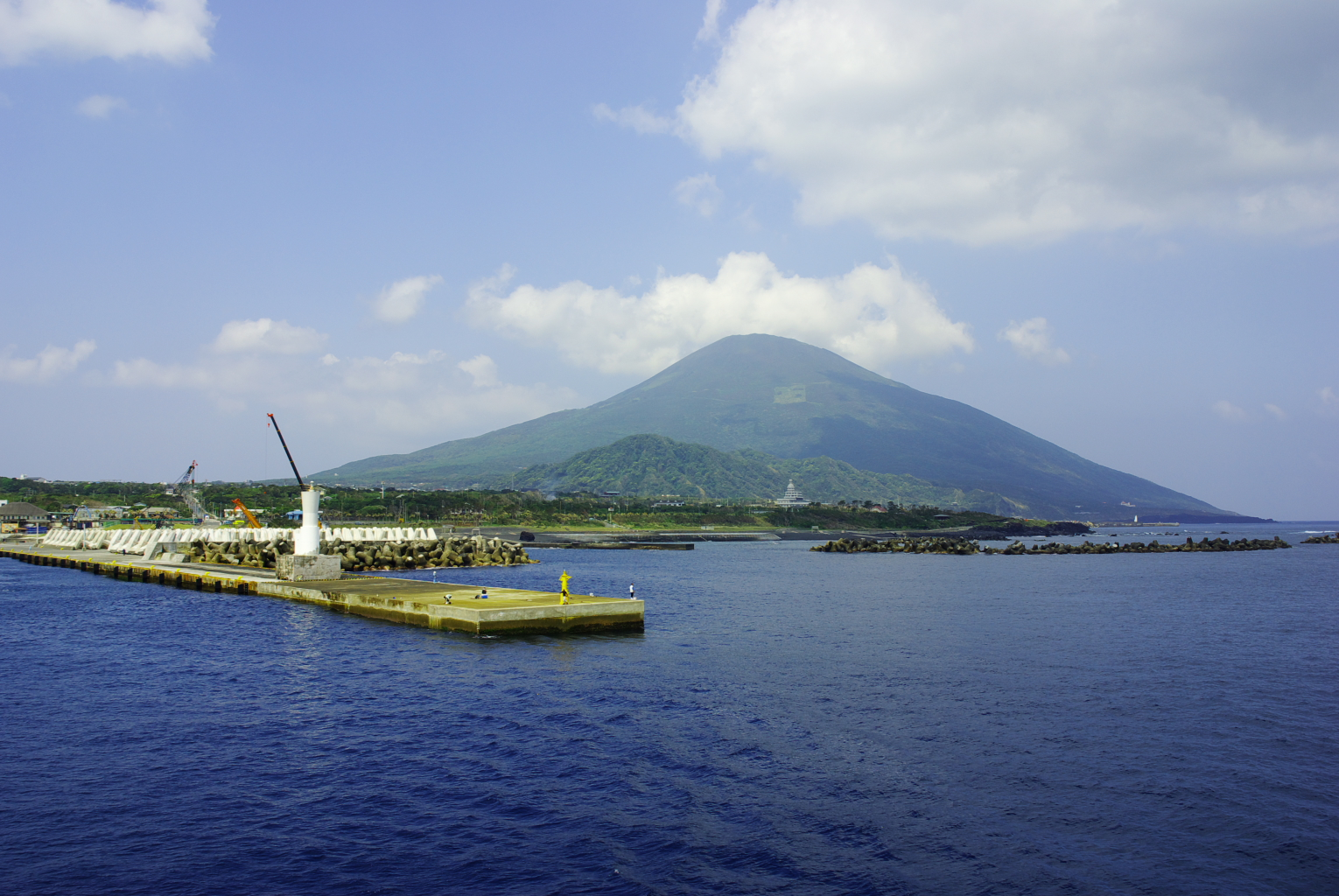
底土港
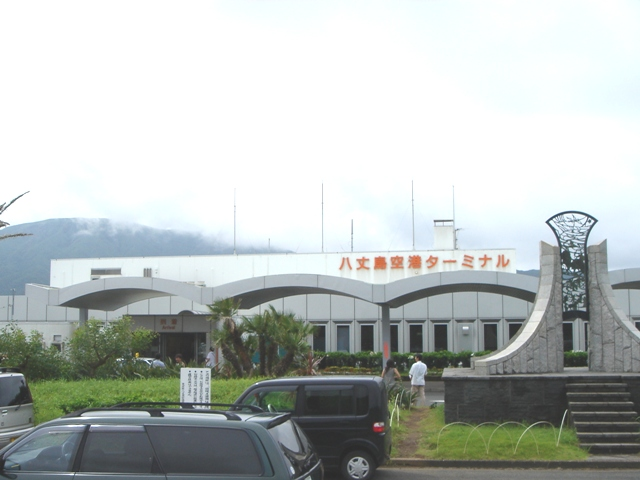
八丈島機場

## 外部連結
- （日語）八丈町網站（页面存档备份，存于）